# 4552 Nabelek
A 4552 Nabelek (ideiglenes jelöléssel 1980 JC) a Naprendszer kisbolygóövében található aszteroida. Antonín Mrkos fedezte fel 1980. május 11-én.